# Moderne
Moderne, verkorte vorm van moderne humaniora, of moderne wetenschappen is een onderwijskundige term in het secundair onderwijs in Vlaanderen. De term werd ingevoerd toen de klassieke humaniora, waar Latijn een hoofdvak was, werd opgesplitst met een variant zonder Latijn. Men wilde daardoor begaafde leerlingen die niet zo taalvaardig waren, toch de kans geven een diploma secundair onderwijs te behalen om zich voor te bereiden op het hoger onderwijs, bijvoorbeeld voor meer wetenschappelijke studierichtingen. Het was ook een reactie van het officiële onderwijsnet tegen het vrije (katholieke) onderwijs, dat zowat het monopolie had in colleges en kleinseminaries van de klassieke humaniora. Aanvankelijk was het ook bedoeld als een goede voorbereiding op bediendenfuncties bij banken, de post, gemeentebesturen, overheidsdiensten enz.
In de beginjaren werd de moderne echter niet helemaal gelijkgesteld met de klassieke humaniora, want voor sommige universitaire studierichtingen was een vooropleiding met Latijn verplicht, voornamelijk de studies in de rechten, geneeskunde, en uiteraard de studies in letteren en wijsbegeerte. Geleidelijk kwam er echter een gelijkschakeling, die  begin jaren 50 werd bekrachtigd met de "omnivalentie" van de diploma's secundair onderwijs.
De "moderne humaniora" besteedde verhoudingsgewijs meer lestijden aan moderne talen en wetenschappen dan de klassieke humaniora. Ze bestond uit twee cycli van drie jaar. De lagere cyclus was gemeenschappelijk, de hogere cyclus werd opgesplitst in een 
- "wetenschappelijke A", met accent op wiskunde (tot 9 uur wiskunde), die goed voorbereidde op het toen nog ingerichte toelatingsexamen burgerlijk ingenieur en Koninklijke Militaire School,
- "wetenschappelijke B", met accent op scheikunde-natuurkunde-biologie
- "economische", waar economie (4 lestijden) en moderne talen extra gegeven werden.
- later kwam daar de "menswetenschappen" bij, een omvorming van de lagere normaalschool.

Ook na de invoering van het Vernieuwd secundair onderwijs in 1970 en later van de huidige eenheidsstructuur in 1988 bleef "moderne" of "moderne wetenschappen" of "moderne humaniora" nog courant gebruikt om de ASO-studierichtingen zonder klassieke talen te benoemen. Een overblijfsel vindt men nog in de optie moderne wetenschappen, in het tweede leerjaar A van de eerste graad.